# Typhon (Raketensystem)
Typhon, im Englischen teilweise auch Strategic mid-range fires system (SMRF, strategisches Feuersystem mittlerer Reichweite) genannt, ist eine mobile Raketenstartrampe des US-Heeres. Sie wird zum Start von SM-6-Raketen (RIM-174 Standard ERAM) und Tomahawk-Marschflugkörpern eingesetzt. Jedes System besteht aus vier Zellen des Mark 41 Vertical Launching System, die in einem standardisierten 40-Fuß-ISO-Containerrahmen montiert sind. Während der Entwicklung wurde es auch als Midrange capabilities system (MCS, System mittlerer Reichweite) bezeichnet.

## Entwicklung
Das Typhon System wurde von der US Army im Rahmen des Programmes Long range precision fires entwickelt. Ziel des Designprozesses war ein landbasiertes System, welches die Reichweitenlücke zwischen der Precision Strike Missile und dem System Long-Range Hypersonic Weapon schließen sollte. Die Verwendung von modifizierten SM-6 und Tomahawk-Marschflugkörpern der Marine vereinfachte die Entwicklung deutlich.
Ursprünglich war die Indienststellung des ersten Systems für das vierte Quartal 2023 geplant, während im Jahr 2024 drei weitere Systeme folgen sollten. Nach einem ersten erfolgreichen Test mit der SM-6 wurde am 27. Juni 2023 auch der Start eines Tomahawk-Marschflugkörpers getestet.
Im April 2024 wurden Typhon von der 1st Multi-domain task force (MDTF) auf die Philippinen verlegt, was den ersten Auslandseinsatz des Systems bedeutete. Die Verlegung von der Joint Base Lewis–McChord in Washington auf ein Flugfeld im Norden von Luzon mithilfe von C-17 Globemaster geschah im Rahmen der gemeinsamen Militärübung „Salaknib 2024“. Nach Angaben der US Army können die Raketen von dieser Position aus auch die chinesische Küste und verschiedene Basen der Volksbefreiungsarmee im Südchinesischen Meer erreichen.

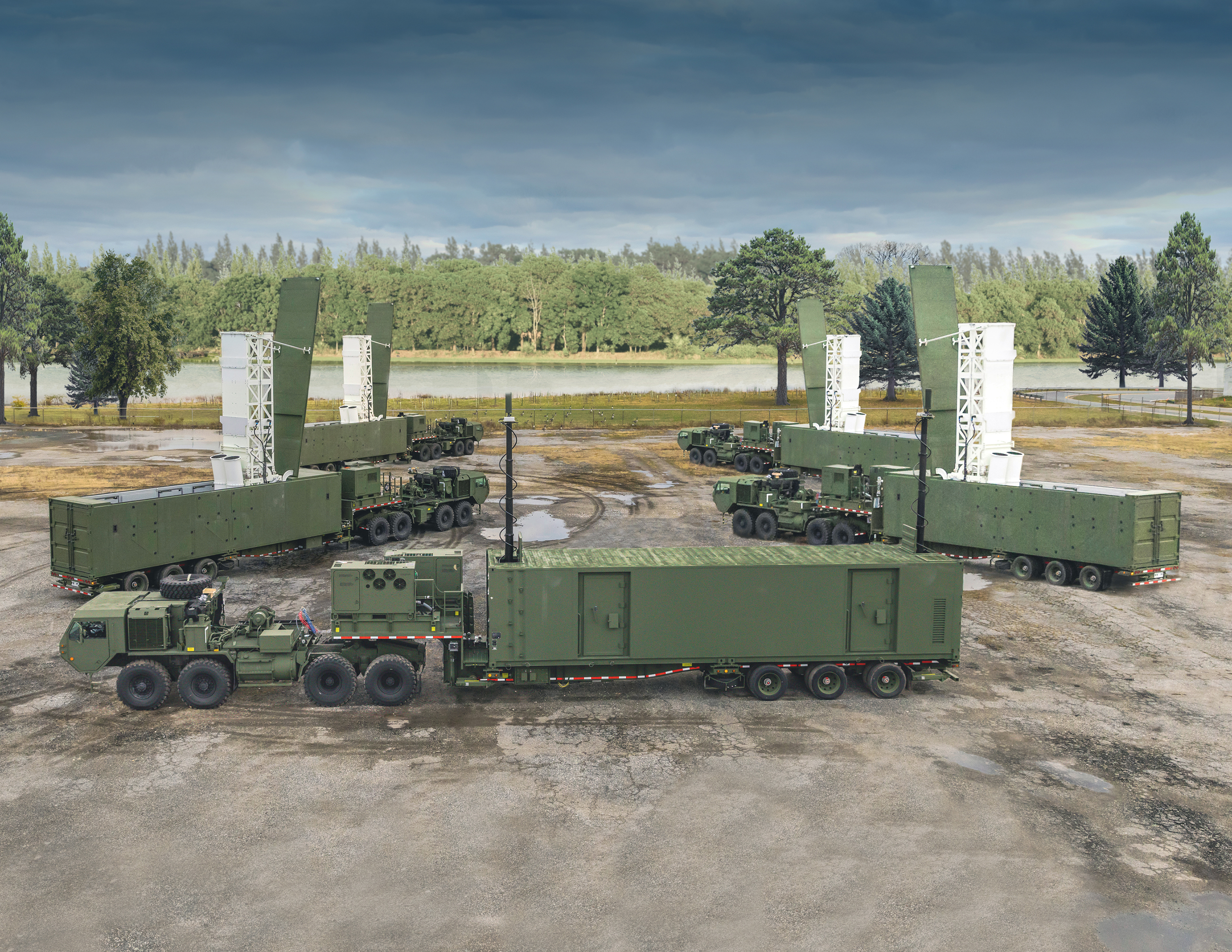
Typhon-Batterie mit vier Startgeräten und einem Kommandofahrzeug

Am 10. Juli 2024 wurde vom US-Präsidialamt eine gemeinsame Verlautbarung mit der deutschen Regierung veröffentlicht, welche die Stationierung von Raketensystemen großer Reichweite der US-Streitkräfte in Deutschland ab 2026 ankündigte. Die Erwähnung von SM-6 und Tomahawk wies dabei auf eine Beteiligung des Typhon-Systems hin.
Am 4. September 2024 gab die US Army bekannt, dass die Verlegung einer Multi-domain task force nach Japan während des Besuchs der Heeres-Staatssekretärin Christine Wormuth diskutiert wurde.
Am 23. Dezember 2024 kündigte das Militär der Philippinen an, dass es den Kauf des Typhon-Systems plant.
Am 15. Juli 2025 verkündete der deutsche Verteidigungsminister Boris Pistorius eine Kaufanfrage für eine unbekannte Zahl von Typhon-Systemen. Die Kaufentscheidung werde getroffen, sobald die USA dem Export zustimmen würden. Das System soll als Übergangslösung dienen, bis europäische Systeme mit vergleichbaren Fähigkeiten zur Verfügung stehen.

## Technik

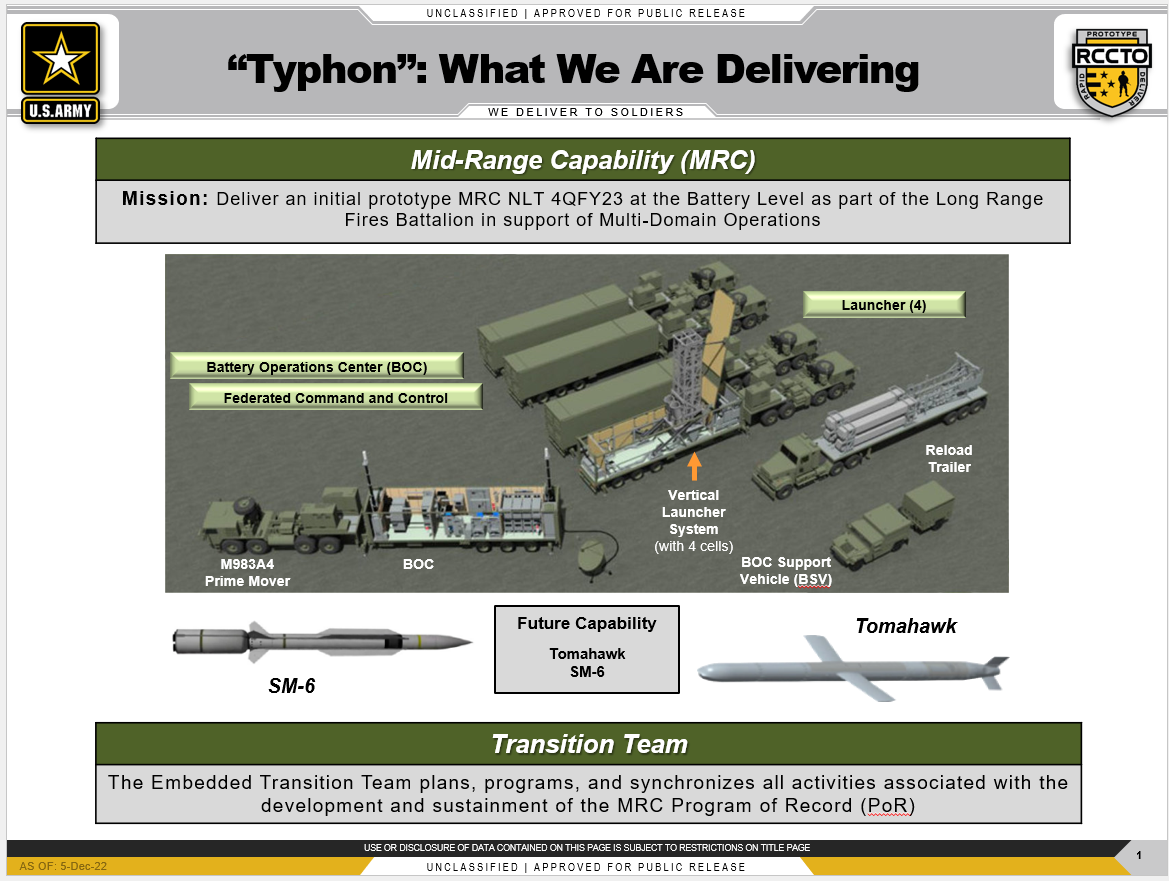
Struktur und Komponenten einer Typhon-Batterie

Eine SMRF-Batterie besteht aus vier Typhon-Startern, einer Operationszentrale und verschiedenen Unterstützungsfahrzeugen und Generatoren.

## Mk 70 Mod 1
Das Typhon-Startgerät ist eine Variante des Mk 70. Das Mk 70 Mod 1 wurde an Bord der USS Savannah (Independence-Klasse) getestet. Es ist mit der Flugabwehrrakete Patriot PAC-3 kompatibel.